# マイケル・ホール
マイケル・ニップ・ホール（Michael Nip Hall、1953年6月12日 - ）はスイスの分子生物学者。タンパク質の合成や細胞の成長を制御するmTORシグナル伝達の発見で知られる。アメリカ合衆国との二重国籍。
プエルトリコで生まれ、ベネズエラやペルーで育つ。1976年にノースカロライナ大学を卒業後、1981年にハーバード大学大学院で分子遺伝学の博士号を取得した。パスツール研究所で博士研究員となった後、1987年にバーゼル大学で助教授となり、1992年に教授となった。

## 受賞歴
- 2009年 ルイ＝ジャンテ医学賞
- 2014年 生命科学ブレイクスルー賞
- 2015年 ガードナー国際賞
- 2016年 クラリベイト・アナリティクス引用栄誉賞
- 2017年 アルバート・ラスカー基礎医学研究賞
- 2019年 HFSP中曽根賞、BBVA Foundation Frontiers of Knowledge Award
- 2020年 ショーベリ賞
- 2023年 グランドメダル
- 2024年 バルザン賞

## 参照
- CV of Prof. Michael N. Hall
- Michael Hall